# Линовиця (станція)
Лино́виця — проміжна залізнична станція 4-го класу Полтавської дирекції Південної залізниці на неелектрифікованій  лінії Прилуки — Гребінка між станціями Прилуки (13 км) та Грабарівка (13 км). Розташована у смт Линовиця Прилуцького району Чернігівської області.

## Історія
Станція Линовиця відкрита 1893 року на залізничній лінії Прилуки — Гребінка.

## Пасажирське сполучення
На станції зупиняються приміські дизель-поїзди, що прямують за напрямком Бахмач / Ніжин — Гребінка.